# Maré
Maré is een eiland dat bestuurlijk valt onder Nieuw-Caledonië en geografisch tot de Loyaliteitseilanden behoort. Het is 642 km² groot en het hoogste punt is 138 m. Het eiland is bijna 50 km lang en tot 35 km breed. Geologisch gezien is het een opgeheven atol van vulkanische oorsprong. Er liggen zeven dorpen op het eiland, allemaal aan de kust. Tadine is het administratief centrum en ligt in het zuidwesten.
In 1803 deden Britse schepen het eiland aan en in 1841 kwamen Britse zendelingen. Daarna kwamen de Fransen en de katholieke missie. Tot aan het einde van de negentiende eeuw waren er daardoor godsdienstige tegenstellingen. De bevolking leeft voornamelijk van de teelt van groente en fruit.

## Fauna
Er komen 103 soorten vogels voor, waarvan er zes een vermelding hebben op de Rode Lijst van de IUCN. Er zijn vijf vogelsoorten geïntroduceerd, waaronder de wipsnavelkraai of Nieuw-Caledonische kraai. De enige zoogdieren die er van nature voorkomen zijn de vier vleermuizen Pteropus ornatus, Miniopterus australis, Miniopterus macrocneme en Miniopterus robustior.

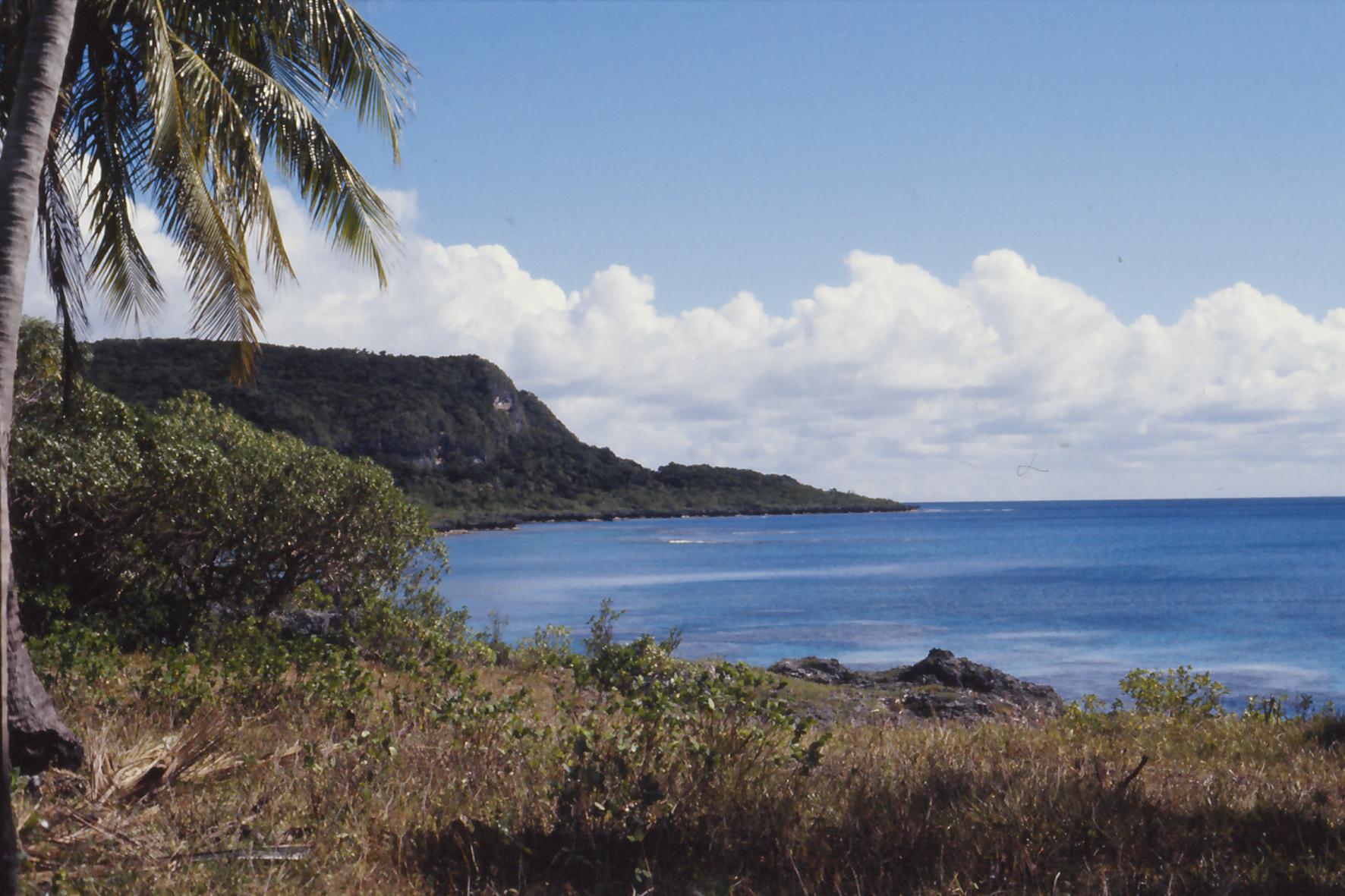
Maré